# Khirbet Selm
Khirbet Selm (arabe : خربة سلم) est un village du sud du Liban.